# Дегтяри (Московская область)
Дегтяри — деревня в Можайском районе Московской области в составе Порецкого сельского поселения. Численность постоянного населения по Всероссийской переписи 2010 года — 110 человек. До 2006 года Дегтяри входили в состав Порецкого сельского округа.
Деревня расположена на северо-западе района, у границы с Шаховским, примерно в 41 км к северо-западу от Можайска, у истоков речки Шумариха (правый приток Исконы), высота центра над уровнем моря 246 м. Ближайший населённый пункт — Бухарево в 0,5 км севернее.